# 伊普費特 (密歇根州)
伊普費特（英語：Epoufette）是位於美國密歇根州麥基諾縣亨德里克斯鎮區的一個非建制地區。

## 地理
伊普費特所處的海拔為高於海平面180米（即591英呎），而該地所採用的時區為UTC-5，即北美东部時區（EST）。同時該地設有夏令時間，為UTC-5調快一小時，即UTC-4（EDT）。